# Dekantacja

Schemat przedstawiający dekantację

Dekantacja – zlewanie cieczy znad osadu, który zalega pod cieczą w naczyniu. Jest to czynność laboratoryjna, gospodarcza lub przemysłowa wykonywana podczas procesu złączenia cieczy i ciał stałych dla skrócenia czasu trwania procesu filtracji fazy stałej w celu jej dalszego wykorzystania lub dla wstępnego oczyszczenia fazy ciekłej.
Czynności dekantacji dokonuje się na mieszaninie odstanej, poprzez ostrożne pochylanie naczynia tak, aby nadmiar cieczy wypływał jak najspokojniej, a ciecz, która jeszcze nie wypłynęła, wykonywała w naczyniu jak najmniejszy ruch. Można też ostrożnie wysysać ciecz znad osadu za pomocą rurki.
W enologii termin ten odnosi się do wina.